# اشتباكات غزة وإسرائيل (نوفمبر 2019)
بدأت الاشتباكات بين الجيش الإسرائيلي و‌حركة الجهاد الإسلامي في فلسطين في صبيحة يوم 12 تشرين الثاني/نوفمبر 2019 وذلك في أعقاب اغتيال القائد الميداني لسرايا القدس بهاء أبو العطا في غزة على يدِ طائرات الاحتلال التي استهدفت منزله بشكلٍ مباشرٍ ما تسبَّب في مقتله رفقة زوجته وكذا محاولة قتل القيادي في حركة الجهاد أكرم العجوري الذي كان حينها في دمشق بسوريا. ردّت الجهاد عبر ذراعها العسكري سرايا القُدس على الاستهداف الإسرائيلي لقادتها عبر إطلاقِ عددٍ من الصواريخ صوبَ «المستوطنات الإسرائيليّة» بما في ذلك صواريخ طويلة المدى أُطلقت باتجاهِ تل أبيب. عادت إسرائيل من بعد لتشنَّ عددًا من الغارات الجوية المُكثّفة والقصف المدفعي على قطاع غزة مما أسفرَ عن مقتل وجرحِ العديد من المدنيين.

## خلفية
استهدفَ سلاح الجو الإسرائيلي في صباح يوم 12 نوفمبر منزلَ بهاء أبو العطا أحد قادة حركة الجهاد الإسلامي في فلسطين حيثُ ضربت الغارة الجوية الطابق العلوي من المبنى السكني الذي كان يقطنُ به ما تسبّب في مقتله هو وزوجته كما أُصيب شخصان آخران. في الوقت نفسه؛ نشرت وسائل إعلامٍ سورية أخبارًا عن قيام طائرات إسرائيل بإطلاقِ ثلاثة صواريخ على منزلِ أكرم العجوري القيادي الآخر في حركة الجهاد في مدينة المزة ما تسبَّبَ في مقتلِ شخصانِ اثنانِ من بينهم ابنُ أكرم وإصابة 6 آخرين بجروحٍ متفاوتة الخطورة. أكدت الحكومة الإسرائيلية في وقتٍ لاحقٍ من ذلك اليوم قتلها لبهاء أبو العطا مُدعيّةً أنه كان مسؤولًا عن العديد من الهجمات على «إسرائيل» خلال عام 2019 بما في ذلك إطلاق العشرات من الصواريخ خلال اشتباكات أيّار/مايو 2019 بالإضافةِ إلى هجمات القنَّاصة على الجنود الإسرائيليين.

## الاشتباكات

### 12 نوفمبر
في تمام الساعة الرابعة والنصف من صباحِ يوم 12 تشرين الثاني/نوفمبر 2019 (بالتوقيتِ المحلي) سُمعَ دوي انفجارٍ قوي في حي الشجاعية شرقي مدينة غزة؛ وتبيّن بعد لحظاتٍ أنه استهدافٌ إسرائيلي لمنزل قيادي في المقاومة الفلسطينية قبل أن يُعلن الجيش الإسرائيلي أنه نفذ عمليّةً استهدفت مبنى بداخله أبرز قادة حركة الجهاد الإسلامي. وبعدها بأقلّ من نصف ساعة؛ أصدرت سرايا القدس بيانًا أعلنت فيهِ فعلًا نبأ مقتل القيادي بهاء أبو العطا في الضربة الإسرائيلية الأخيرة. في الوقتِ ذاته؛ قالَ التلفزيون السوري إنَّ وحدات من الجيش السوري قد تصدّت «لهدفٍ معادٍ» فوق مدينة داريا بريف دمشق؛ ثم أكّدت الوكالة ذاتها أن «القصف المعادي» استهدفَ مبنى في المزة الغربية قُرب السفارة اللبنانية بدمشق ما تسبّب في مقتل ابنِ القيادي الآخر في حركة الجهاد أكرم العجوري.
سويعات قليلة بعد ذلك حتى سُمع صوت صافرات الإنذار وهي تدوي في أسدود و«مدن إسرائيلية» أخرى على ساحل المتوسط؛ ثم أصدرت السرايا بيانًا ثانيًا أعلنت في هذه المرّة رفع حالة الجهوزية في صفوفها مؤكّدة على أن الرد «لن يكون له حدود» بينما نشرَ الجيش الإسرائيلي بيانًا قال فيهِ إن عملية اغتيال أبو العطا في غزة تمّت بموافقةِ رئيس الوزراء نتنياهو ووزير الدفاع نفتالي بينيت. تدخلت حركة حماس على الخط حيثُ قال أحد المتحدثينِ باسمها «إن العدو يتحمَّل كل التبعات والنتائج المترتبة على التصعيد العسكري واستهداف القيادي في سرايا القدس.»
أعلنت السرايا في تمامِ السابعة صباحًا ونيف عن استهدافها مدينة تل أبيب برشقة صاروخية كبيرة قبل أن تُعلن المدينة عن تعليق الدراسة مطالبةً «المدنيين» بعدم الخروج من منازلهم أو الذهاب للملاجئ عند سماع صوت صافرات الإنذار. في وقتٍ لاحقٍ من صباح ذلك اليوم؛ قصفت طائرات الاحتلال أحد المقرات الأمنية التابعة لوزارة الداخلية شمال قطاع غزة وفعلت المثل مع مبنى سكني غرب المدينة قبل أن يُسارع المتحدث باسم الجيش الإسرائيلي إلى الحديثِ عن رصد أكثر من 50 صاروخًا أُطلقَ من قطاع غزة باتجاه «إسرائيل».
في أول ردود الفعل المحليّة على العملية الإسرائيلية قالَ الناطق باسم الحكومة الفلسطينية إنَّ ما حدث اليوم هو إرهاب دولة منظم ضد الفلسطينيين داعيًا المجتمع الدولي للتدخل العاجل لوقف العدوان الإسرائيلي. في المُقابل؛ تحدثت الحكومة الإسرائيلية عن نجاح نظام القبة الحديدية في اعترض 20 صاروخًا أُطلق من قطاع غزة منذ الصباح. خلال جنازة أبو العطا؛ وصفَ القيادي في حركة الجهاد خالد البطش العملية الإسرائيلية بأنها بمثابة إعلانِ حربٍ مؤكدًا أن نتنياهو سيدفع الثمن غاليًا؛ أما نبيل شعث فذهب للحديثِ عن الإدانة الدولية لما قامت بهِ إسرائيل مؤكدًا هو الآخر على أن كل موقفٍ فيهِ مقاومة للعدوان الإسرائيلي هو مشروع.
مع انتصافِ النهار تحدثت وسائل إعلام إسرائيلية عن إصابةٍ مباشرةٍ لمنزلين في سيدروت والنقب الغربية بقصف صاروخي من غزة؛ كما تحدثت عن إصابة إسرائيلي جرَّاء سقوط صاروخٍ على بلدة جان يفني. طيلة الساعات الأولى من مساء اليوم؛ ظلّت المقاومة الفلسطينية تُطلق رشقات صاروخية بين الفينة والأخرى رداً على الغارة الإسرائيلية وما تبعها. عادَ الجيش الإسرائيلي لاستهداف مواقع تابعة للجهاد الإسلامي ومعها مواقف مدنية بالكامل ما أدى إلى مقتلِ فلسطينيّ واحدٍ وإصابة 3 آخرين كحصيلةٍ أوليّة ثمّ ارتفعَ العدد إلى 7 قتلى إلى أن وصل إلى 11 قتيلًا وأزيد من 40 جريحًا مع نهاية اليوم الأول للاشتباكات.

### 13 نوفمبر
ظلّت الساعات الأولى من يوم الأربعاء الموافق للثالث عشر من تشرين الثاني/نوفمبر هادئة قبل أن تتجدَّد الاشتباكات في حوالي الساعة السابعة صباحًا بالتوقيت المحليّ في فلسطين حينما قامت إسرائيل بقصفِ منطقةٍ في وسط قطاع غزة ما تسبّب في مقتلِ مدني واحدٍ. ردّت فصائل المقاومة مباشرةً عبر إرسالِ رشقة صواريخ جديدة باتجاه منطقة سديروت لكنّ القبة الحديدية نجحت في اعتراض صاروخين من الرشقة؛ قبل أن يعود الاحتلال في نفسِ الوقت تقريبًا ليشنَّ غارات جوية على مواقع عدة في القطاع.
بالإضافةِ إلى الطائرات الحربيّة والدبابات؛ عمدَ الاحتلال لاستخدامِ طائرات استطلاع استهدفت واحدةً فلسطينيًا في جنوب غزة لتُرديه قتيلًا في عينِ المكان؛ ثمّ أغارت المُقاتلات على منزلٍ في مدينة رفح لتدمّره بالكامل. دقائق بعد ذلك حتى أعلنت وزارة الصحة الفلسطينية عن مقتلِ أربع فلسطينيين آخرين في قصفٍ إسرائيلي جديدٍ على شرق غزة ليرتفع عدد القتلى إلى 18 شخصًا جرّاء الغارات الإسرائيلية.
في حوالي الساعة الثالثة من مساء اليومِ بالتوقيت المحلي أغارت الطائرات الإسرائيلية من جديدٍ على منطقة كانت مكتظة بالناس شرق خانيونس جنوبي قطاع غزة ما أدى إلى مقتلِ مدنيانِ على الفور ثم ردت فصائل المقاومة عبر إطلاقِ دفعة جديدة من الصواريخ باتجاه «البلدات الإسرائيلية». أعلنَ الجيش الإسرائيلي في وقتٍ لاحقٍ أنَّ أكثر من 120 صاروخًا قد أُطلق من قطاع غزة باتجاه «إسرائيل» منذ صباح اليوم دون الحديث عن الخسائر؛ كما أكد تنفيذ المقاتلات لغارات على مواقع تابعة لحركة الجهاد.

### 14 نوفمبر
معَ بداية يومٍ جديدٍ بالتوقيت المحليّ لفلسطين (جرينتش +2) شنّت طيران الاحتلال غارات جوية مكثفة على مناطق واسعة من مدينة غزة ما تسبّب في انقطاع التيار الكهربائي عنِ الكثير من المناطق لعددٍ من الساعات. وفي حوالي الساعة 01:40 بالتوقيت المحليّ لفلسطين أغارت مقاتلات إسرائيليّة على منزلٍ سكنيّ في منطقة دير البلح وسط قطاع غزة ما أدى إلى مقتلِ 4 فلسطينيين من عائلة واحدة قبل أن يرتفعَ العددُ إلى 8 بينهم طفلان لتبلغ حصيلة القتلى الفلسطينيين على يدِ الاحتلال في أقلّ من 60 ساعة 34 شخصًا؛ اثنانِ منهم فقط مقاتلانِ أمّا الباقي فمدنيون.
بحلول الساعة السادسة صباحًا أعلنت حركة الجهاد الإسلامي عن موافقتها وَإسرائيل على طلبٍ مصري بوقفِ إطلاق النار بدءًا من تاريخ صدور البيان دون تقديمِ المزيد من التفاصيل حول بنوده ولا شروط تنفيذه. ساعتانِ بعد ذلك حتى سُمع صوت صافرات إنذارٍ تدوي في بلدات متاخمة لغزة ومع ذلك فقد أعلنَ جيش الاحتلال الإسرائيلي انتهاءَ العملية التي سمّاها «الحزام الأسود» في قطاع غزة وذلك بعدَ دخول وقف إطلاق النار حيّز التنفيذ.
أُطلقت عدّة قذائف صاروخية تجاه «مواقع وبلدات إسرائيلية» متاخمة لقطاع غزة وذلك بعد دخول التهدئة حيز التنفيذ بساعاتٍ قليلة؛ ومع ذلك فقد نجحت منظومة القبة الحديدية الإسرائيلية في اعتراضِ المقذوفات كما سُمعَ صوت صافرات الإنذار وهي تدوي في بعض «البلدات الإسرائيلية». وفي آخرِ الليل قصفت طائرات الاحتلال موقعًا للمقاومة الفلسطينية شرق خانيونس ثمّ موقعًا آخر يتبعُ للمقاومة في غربِ المدينة قبل أن تشنَّ بعد حوالي نصف الساعة من الضربة الأولى سلسلة غارات على مواقع مُتفرّقة مع استمرار تحليق طائرات الاستطلاع في الأجواء الغزيّة.

## الخسائر

### فلسطين
أعلنت وزارة الصحّة الفلسطينية في يوم بدء الاشتباكات عن مقتلِ 11 فلسطينيًا وذلك في في عمليات قصف إسرائيلية على مناطق متفرّقة من القطاع بالإضافةِ إلى أزيدِ من 30 جريحًا؛ ثمّ عادت الوزارة لتُعلن منتصف يوم اليوم الثاني للأشتباكات عن سقوط 11 قتيلًا آخر ليصلَ عددُ القتلى حتى الساعة 13:00 من 13 تشرين الثاني/نوفمبر (بتوقيت جرينتش) إلى 22 قتيلًا بينهم 20 مدنيًا ومقاتلانِ اثنان مُقابل جرحِ ما يزيدُ عن السبعين.
حَدَّثَت وزارة الصحّة الفلسطينية الخسائر المادية والبشرية في قطاع غزة بعد توقيع «الأطراف المتنازعة» هدنةً مشروطة؛ وحسب الوزارة فإنَّ طيران الاحتلال قد شنَّ 100 غارة كاملة على القطاع خلال 60 ساعة ما تسبّب في مقتل 34 شخصًا بينهم 8 أطفال و3 سيّدات بالإضافةِ إلى 111 من الجرحى بينهم 46 طفلًا و20 سيدة، كما تسببت الغارات في تدميرِ 190 منزلًا بما في ذلك التمدير الكلّي والشامل لأريع منازل فضلًا عن إلحاقِ الضرر بأربع خطوط كهرباء و15 مدرسة.
- هذه قائمة القتلى الفلسطينيين الذين قُتلوا جرّاء الغارات والقصف الإسرائيلي على قطاع غزّة منذُ اندلاع الاشتباكات وحتى صباح يوم 13 نوفمبر/تشرين الثاني 2019[ا]:[27][28]

| الاسم                     | تاريخ الميلاد | تاريخ الوفاة والعُمر     | المنطقة |
| ------------------------- | ------------- | ----------------------- | ------- |
| بهاء أبو العطا            | 1977          | 12 نوفمبر 2019 (41 سنة) | غزة     |
| أسماء أبو العطا           | 1980          | 12 نوفمبر 2019 (39 سنة) | غزة     |
| محمد عطية حمودة           | 1999          | 12 نوفمبر 2019 (20 سنة) | غزة     |
| إبراهيم أحمد الضابوس      | 1993          | 12 نوفمبر 2019 (26 سنة) | غزة     |
| عبد الله عوض البليسي      | 1993          | 12 نوفمبر 2019 (26 سنة) | غزة     |
| وائل عبد العزيز عبد النبيّ | 1976          | 12 نوفمبر 2019 (43 سنة) | غزة     |
| راني فايز أبو النصر       | 1984          | 12 نوفمبر 2019 (35 سنة) | غزة     |
| جهاد أيمن أبو خاطر        | 1997          | 12 نوفمبر 2019 (22 سنة) | غزة     |
| أمين رأفت عيَّاد            | 2011          | 13 نوفمبر 2019 (8 سنة)  | غزة     |
| علاء جبر اشتيوي           | 1987          | 13 نوفمبر 2019 (32 سنة) | غزة     |
| خالد معوّض فرَّاج            | 1981          | 13 نوفمبر 2019 (38 سنة) | غزة     |
| مؤمن محمد قدوم            | 1993          | 13 نوفمبر 2019 (26 سنة) | غزة     |
| سهيل خضر قنيطة            | 1991          | 13 نوفمبر 2019 (28 سنة) | غزة     |
| محمد عبد الله شراب        | 1991          | 13 نوفمبر 2019 (28 سنة) | غزة     |
| هيثم حافظ بكري وافي       | 1997          | 13 نوفمبر 2019 (22 سنة) | غزة     |
| أحمد أيمن عبد العال       | 1996          | 13 نوفمبر 2019 (23 سنة) | غزة     |
| رأفت محمد عياد            | 1965          | 13 نوفمبر 2019 (54 سنة) | غزة     |
| إسلام رأفت عياد           | 1995          | 13 نوفمبر 2019 (24 سنة) | غزة     |
| محمود دهام حتحت           | 2000          | 13 نوفمبر 2019 (19 سنة) | غزة     |
| محمد حسن معمر             | 1994          | 13 نوفمبر 2019 (25 سنة) | غزة     |
| أحمد حسن الكردي           | 1994          | 13 نوفمبر 2019 (25 سنة) | غزة     |

### إسرائيل
اقتصرت الخسائر الإسرائيلية على بعض الأضرار الماديّة التي لحقت بعددٍ قليلٍ من المنازل جرّاء سقوط صواريخ المقاومة عليها معَ جرحِ حوالي 51 شخصًا معظمهم تعرضوا لإصابات طفيفة بسببِ «الهلع» أو عندَ التدافع من أجل دخول الملاجئ. الجدير بالذكر هنا أن منظومة القبّة الحديدية قد لعبت دورًا مهمًا في تقليلِ الخسائر؛ فبحسبِ وسائل إعلام إسرائيلية فإن منظومة الدفاع هذه قد تصدّت لحوالي 90% من إجمالي الصواريخ التي أُطلقت من قطاع غزة.

## ردود الفعل

### محليًا
- فلسطين: أدانت الرئاسة الفلسطينية اغتيال بهاء أبو العطا وحمّلت الحكومة الإسرائيلية مسؤولية تدهور الأوضاع في غزة كما المجتمع الدولي بإلزامِ الحكومة الإسرائيلية بوقف العدوان فورًا.
  - أدانت الخارجية الفلسطينية هي الأخرى العدوان الإسرائيلي على قطاع غزة ودمشق الذي خلف قتلى وجرحى وطالبت أيضًا المجتمع الدولي والأمين العام للأمم المتحدة بالتدخل لإجبار الاحتلالِ على وقف العدوان.
- حركة الجهاد الإسلامي: قالَ مسؤول المكتب الإعلامي في الحركة إن ما حدث اليوم هو بمثابة «إعلان حرب» من قبل الاحتلال ضد الفلسطينيين مُضيفًا أن المقاومة ستُصعّد الرد على العدوان الإسرائيلي.
  -  سرايا القدس: حمّلت السرايا الذراع العسكري لحركة الجهاد الإسلامي إسرائيل المسؤولية الكاملة عن تبعات قرارها اغتيال قيادة المقاومة مؤكدةً أنها لن تَسمح بإعادة سياسة الاغتيالات من جديد.
- حركة حماس: قالَ رئيس المكتب السياسي لحركة حماس إن سياسة الاغتيالات لم ولن تنجح في تغيير العقيدة القتالية لدى المقاومة مُضيفًا أن جريمة اغتيال بهاء أبو العطا هي محاولة من الاحتلال لتصفية القضية الفلسطينية وضرب فصائل المقاومة وقادتها ومهددًا بتوسيع الرد في حالةِ ما ارتكبت إسرائيل مزيدًا من الجرائم.

### دوليًا
- الاتحاد الأوروبي: طالبت دول الاتحاد الأوروبي بوقفِ التصعيد بشكلٍ سريعٍ وتامٍ على الحدود الإسرائيلية مع قطاع غزة.[30]
- روسيا: أعربت الرئاسة الروسية عن قلقها من تفاقم الوضع في قطاع غزة وإسرائيل، داعيةً الطرفين إلى الهدوء وحل جميع المشاكل بالوسائل السياسية والدبلوماسية.[31]
- تركيا: أدانت وزارة الخارجية التركية بشدّة الهجمات التي شنتها إسرائيل على قطاع غزة داعيةً الإدارة الإسرائيلية إلى التخلي عن العدوانية والاحتلال.[32]